# Neoeurygenius
Neoeurygenius is een geslacht van kevers van de familie snoerhalskevers (Anthicidae).

## Soorten
- N. grahami Abdullah, 1964
- N. portoricensis Abdullah, 1963